# NGC 1188
NGC 1188 ist eine Linsenförmige Galaxie vom Hubble-Typ S0 im Sternbild Eridanus am Südsternhimmel. Sie ist schätzungsweise 114 Millionen Lichtjahre von der Milchstraße entfernt und hat einen Durchmesser von etwa 35.000 Lichtjahren.

Im selben Himmelsareal befinden sich unter anderem die Galaxien NGC 1189, NGC 1190, NGC 1192.
Das Objekt wurde am 2. Dezember 1885 von dem US-amerikanischen Astronomen Francis Preserved Leavenworth entdeckt.